# Landkreis Nordsachsen
Landkreis Nordsachsen är det nordligaste distriktet i det tyska förbundslandet Sachsen. Distriktet bildades den 1 augusti 2008 genom sammanslagning av de tidigare distrikten Torgau-Oschatz och Delitzsch, med staden Torgau som ny gemensam huvudort (Kreisstadt). Huvudkontoret har sina lokaler i Schloss Hartenfels i Torgau.
På distriktets territorium ligger flygplatsen Leipzig/Halle.
Till Landkreis Nordsachsen ansluter i norr förbundsländerna Sachsen-Anhalt och Brandenburg, i sydöst distriktet Meißen samt i syd distrikten Mittelsachsen, Landkreis Leipzig och staden Leipzig.

## Administrativ indelning
I förvaltningsrättslig mening finns i modern tid ingen skillnad mellan begreppet Stadt (stad) gentemot Gemeinde (kommun). Följande städer och Gemeinden ligger i Landkreis Nordsachsen: 

### Städer
| - Bad Düben - Belgern-Schildau - Dahlen | - Delitzsch - Dommitzsch - Eilenburg | - Mügeln - Oschatz - Schkeuditz | - Taucha - Torgau |

### Kommuner
| - Arzberg - Beilrode - Cavertitz - Doberschütz - Dreiheide - Elsnig | - Jesewitz - Krostitz - Laußig - Liebschützberg - Löbnitz | - Mockrehna - Naundorf - Rackwitz - Schönwölkau | - Trossin - Wermsdorf - Wiedemar - Zschepplin |